# Humedal costero Carrizal Bajo
El humedal costero Carrizal Bajo es un depósito natural de agua dulce superficial ubicado en la comuna de Huasco, provincia de Huasco, Región de Atacama. 
Ha sido declarado Santuario de la Naturaleza que posee una superficie aproximada de 46,8 hectáreas que están incluidas en Sitio Prioritario para la Conservación de la Biodiversidad llamado "Estuario Río Huasco y Carrizal". 
La laguna de Carrizal es por cierto uno de los escasos humedales costeros del árido norte de Chile, y es uno de los más importantes y mejor conservados.
Sin embargo, otra publicación advierte que se encuentra bajo una alta presión antrópica que pone poco cuidado de la naturaleza, por la construcción de caminos y el uso de la playa en la estación estival.: 74 

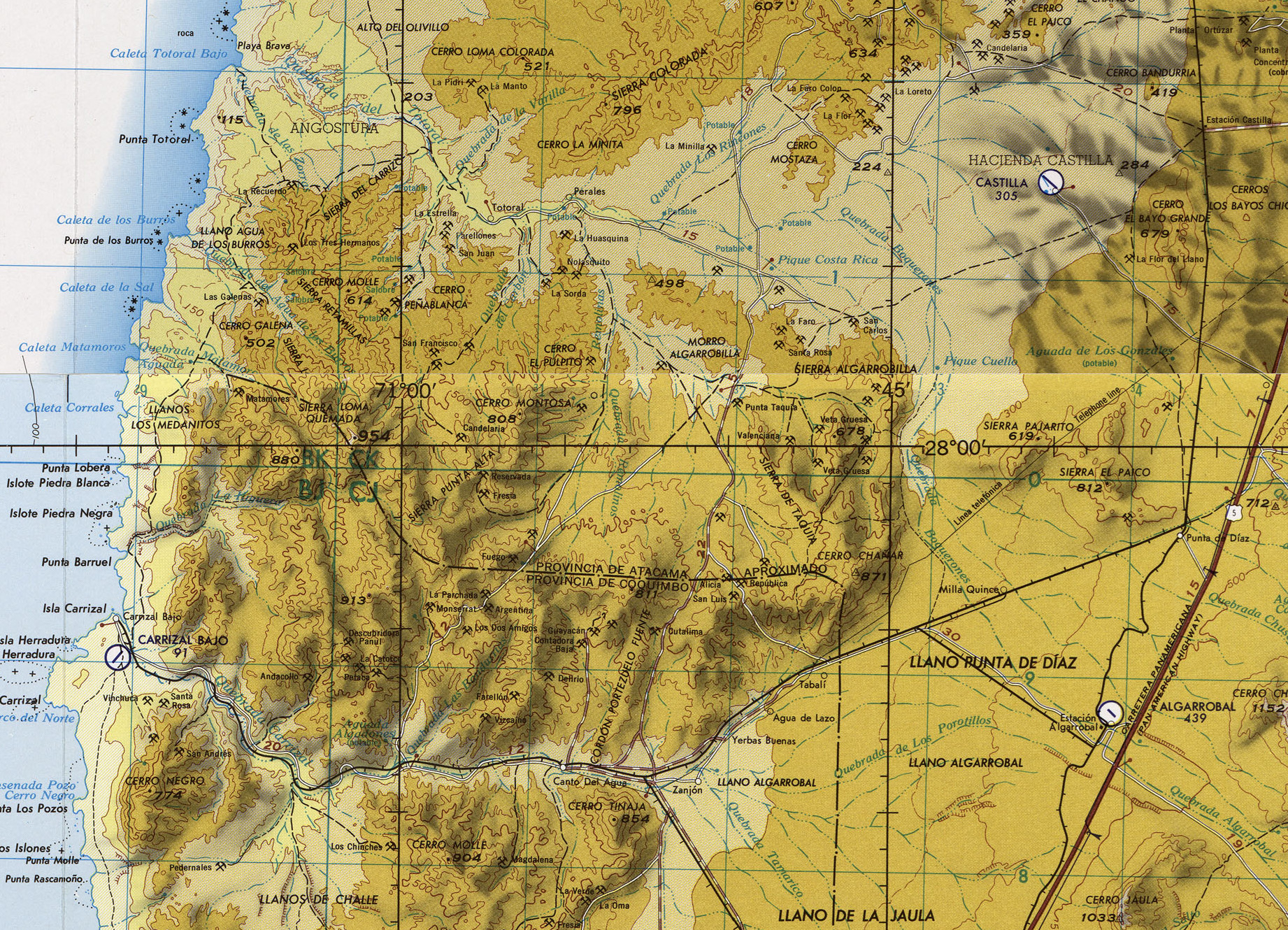
La quebrada de Algarrobal, ya a medio camino, aparece en el extremo inferior derecho, cruza un plano intermedio entre la cordillera de los Andes y de la Costa, se bifurca al toque con esta última en la austral quebrada de Carrizal y la boreal quebrada de Totoral. Compuesto de dos mapas elaborados y publicados por las Fuerzas Armadas de los Estados Unidos de América.